# ロマーノ・ムッソリーニ

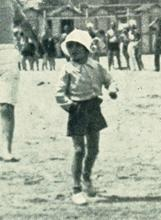
ロマーノ・ムッソリーニ（1932年）

ロマーノ・ムッソリーニ（Romano Mussolini、1927年9月26日 - 2006年2月3日）は、イタリアのジャズ・ピアニスト、ジャズ評論家、画家である。ベニート・ムッソリーニの息子として知られる。

## 生涯
イタリアのフォルリにて、ベニート・ムッソリーニと妻ラケーレの三男として出生。幼少の頃から音楽を学んだ。
1956年、RCAレコードから初の作品をリリース。「ロマーノ・ムッソリーニ・オール・スターズ (Romano Mussolini All Stars) 」を結成した。ディジー・ガレスピー、デューク・エリントン、チェット・ベイカーらと海外公演を行った。
女優ソフィア・ローレンの妹アンナ・マリア・シコローネ (Anna Maria Scicolone) と最初の結婚。エリザベッタ (Elisabetta) とアレッサンドラの2人の娘を儲ける。のちに女優カルラ・プッチーニ (it:Carla Puccini) と2度目の結婚。彼女との間に生まれた3番目の娘は、ロマーノの母の名を取ってラケーレ (Rachele) と名付けられ、のちにローマ市議会議員を務めた。
また、孫にサッカー選手のロマーノ・フロリアーニ・ムッソリーニがいる。
ロマーノは、自身の家族については黙して語らなかったが、2004年に至って自伝『我が父、ドゥーチェ (Il Duce, mio padre) 』を出版した。
2006年1月21日、ローマ市内の病院にて78歳で死亡した。
死後、センピオーネ教会 (it:sempione) で葬儀が行われ、遺体は両親が眠るプレダッピオのカルペーナ (Carpena) 邸に埋葬された。

## ディスコグラフィー
- 1995年 「ハピネス・ハズ・ユア・ネーム」 (Happiness Has Your Name) - Pentaflowers
- 1996年 「ソフト&スウィング」 (Soft & Swing)
- 2001年 「ザ・ワンダフル・ワールド・オブ・ルイス」 (The Wonderful World of Louis)
- 2002年 「タイムレス・ブルース」 (Timeless Blues)
- 2002年 「ミュージック・ブルース」 (Music Blues)
- 2003年 「ジャズ・アルバム」 (Jazz Album)
- 2003年 「ナプレ・ヌ・クアルト・エ・ルナ」 (Napule 'Nu Quarto 'E luna)
- 2004年 「アリビ・パーフェット」 (Alibi perfetto)
- 2005年 「ミラージュ」 (Mirage)